# Wera Maslouskaja
Wera Ihnatauna Maslouskaja, geb. Matejtschuk, verh. Kartscheuskaja (belarussisch Вера Ігнатаўна Маслоўская, wiss. Transliteration Vera Ihnataŭna Masloŭskaja; * 24. März 1896 in Supraśl, Russisches Kaiserreich, heute Polen; † 23. Januar 1981 ebenda), war eine belarussische Aktivistin, Pädagogin, Dichterin und Wegbereiterin der belarussischen Frauenbewegung. Sie trat unter dem Pseudonym „Murashka“ auf und engagierte sich für die nationale Unabhängigkeit und kulturelle Identität der Belarussen.

## Leben

### Frühes Leben
Wera Maslouskaja wurde in eine arme Bauernfamilie mit zwölf Kindern geboren. Ihre Kindheit verbrachte sie im Dorf Aharodnitschki bei Supraśl, wo sie die Grundschule besuchte. Aufgrund wirtschaftlicher Schwierigkeiten konnte sie ihre Ausbildung zunächst nicht fortsetzen, bildete sich aber autodidaktisch weiter. Inspiriert von Büchern über gesellschaftliche Kämpfer entwickelte sie früh einen Gerechtigkeitssinn und eine Leidenschaft für soziale und nationale Belange.
Ihre berufliche Laufbahn begann sie in einer Textilfabrik in Białystok, wurde jedoch nach der Organisation eines Streiks entlassen. Später arbeitete sie als Hausangestellte und absolvierte gleichzeitig ein Lehrerseminar in Świsłocz, das sie 1914 abschloss.

### Engagement in Bildung und Politik
Während der deutschen Besatzung im Ersten Weltkrieg unterrichtete Maslouskaja in einer der ersten belarussischen Schulen, die Belarussisch als Unterrichtssprache verwendeten. Sie gründete eine Grundschule im Dorf Hrabavets und engagierte sich in Bildungsinitiativen, die Teil der nationalen „Erweckung“ Belarussens waren.
In den 1920er Jahren trat sie der Belarussischen Partei der Sozialistischen Revolutionäre (Belaruskaya partyja satsyjalistau-revalyutsianerau) bei, die sich gegen die polnische und sowjetische Herrschaft einsetzte. 1920 gründete sie in Minsk die Zentralunion belarussischer Frauen (Tsentral’ny sayuz Belarusak), die sich vermutlich auf die Bildung und Förderung von Frauen konzentrierte.
1921 nahm sie als Delegierte an der belarussischen Nationalversammlung in Prag teil, die die Unabhängigkeit Belarussens forderte und den Vertrag von Riga (1921), der Belarus zwischen Polen und der Sowjetunion teilte, verurteilte. Diese Aktivitäten führten 1922 zu ihrer Verhaftung. Beim „Prozess der 45“ wurde sie wegen ihrer Untergrundarbeit und Beteiligung an Partisanenaktionen zu sechs Jahren Haft verurteilt, die sie in Białystok und Warschau verbrachte. Während ihrer Haft schrieb sie Gedichte für belarussische Zeitungen wie Vol’ny Styah („Die freie Fahne“) und Rassvet („Die Morgenröte“).

### Spätere Jahre
Nach ihrer Haft heiratete Maslouskaja 1927 den Mitgefangenen Uladzimir Karczeuski. Aufgrund politischer Restriktionen durfte das Paar zunächst nicht unterrichten. Erst nach der Eingliederung West-Belarussens in die Belarussische Sozialistische Sowjetrepublik 1939 gründeten sie eine weiterführende belarussische Schule in Aharodniczki. Während der deutschen Besatzung im Zweiten Weltkrieg unterrichteten sie Kinder im Untergrund.
Nach dem Krieg musste Maslouskaja wegen politischer Verfolgung vorübergehend nach Schlesien fliehen, kehrte jedoch 1951 nach Supraśl zurück, wo sie als Bibliothekarin arbeitete und an kulturellen sowie politischen Aktivitäten teilnahm. Sie schrieb weiterhin Gedichte, die in belarussischen Zeitungen veröffentlicht wurden. Wera Maslouskaja starb am 23. Januar 1981 in Supraśl.